# Yoon Chan-young
Dans ce nom coréen, le nom de famille, Yoon, précède le nom personnel.
Pour les articles homonymes, voir Yoon (homonymie).
Yoon Chan-young (hangeul : 윤찬영 ; RR : Yun Chan-yeong ; MR : Yun Ch'anyŏng) est un acteur sud-coréen, né le 25 avril 2001 à Séoul.

## Biographie
Yoon Chan-young naît le 25 avril 2001, à Séoul.
Il commence sa carrière très jeune, au début des années 2010, à la télévision dans When a Man Falls in Love (남자가 사랑할 때).
En 2014, il entame la jeunesse du tueur en série Soo-cheol dans le thriller Manhole (맨홀) de Shin Jae-young.
En 2019, il est Soo-ho dans le film dramatique Birthday (생일) de Lee Jong-eon, inspiré pour trame de fond du naufrage du Sewol du 16 avril 2014 faisant plus de 300 morts, dont en majorité des lycéens.
Le 19 avril 2020, Yoon Chan-young est confirmé pour jouer dans la série d'horreur All of Us Are Dead (지금 우리 학교는), en tant que l'un des étudiants, diffusée en janvier 2022 sur Netflix.

## Filmographie

### Cinéma
Longs métrages
- 2014 : The Legacy (이쁜 것들이 되어라) de Han Seung-hoon : Han Jeong-do, jeune
- 2014 : Mourning Grave (소녀괴담) de Oh In-chun : Kang In-soo, jeune
- 2014 : Manhole (맨홀) de Shin Jae-young : Soo-cheol, jeune
- 2017 : I'm Doing Fine in Middle School (중2라도 괜찮아) de Park Soo-young : Woo Han-cheol
- 2018 : Mothers (당신의 부탁) de Lee Dong-eun : Jong-wook
- 2019 : Birthday (생일) de Lee Jong-eon : Soo-ho
- 2019 : The Fault Is Not Yours (어제 일은 모두 괜찮아) de Lee Seong-han : Joon-yeong / Ji-geun
- 2020 : Light for the Youth (젊은이의 양지) de Shin Su-won : Joon

### Télévision
Séries télévisées
- 2013 : When a Man Falls in Love (남자가 사랑할 때) : Lee Jae-hee, jeune
- 2013 : Monstar (몬스타) : Jeong Soon-woo, jeune
- 2014 : Pluto Squad (플루토 비밀결사대) : Lee Woo-jin
- 2014 : Gap-dong (갑동이) : Ryoo Tae-oh, jeune
- 2014 : Mama (마마) : Han Geu-roo
- 2015 : Splendid Politics (화정) : Hong Joo-won, jeune
- 2015 : Six Flying Dragons (육룡이 나르샤) : Ddang-sae, jeune
- 2015 : Bubble Gum (풍선껌) : Park Ri-hwan, jeune
- 2016 : Blow Breeze (불어라 미풍아) : Lee Jang-go, jeune
- 2016 : Dr. Romantic (낭만닥터 김사부) : Kang Dong-joo, jeune
- 2017 : Bride of the Water God (하백의 신부) : Sin Hoo-ye, jeune
- 2017 : The King Loves (왕은 사랑한다) : Qinglin, jeune
- 2017 : Doubtful Victory (의문의 일승) : Kim Jong-sam, jeune
- 2018 : Oh, the Mysterious (의문의 일승) : Kim Jong-sam, jeune
- 2018 : Thirty But Seventeen (서른이지만 열일곱입니다) : Gong Woo-jin, jeune
- 2019 : Doctor John (의사요한) : Lee Gi-seok
- 2019 : Everything and Nothing (17세의 조건) : Go Min-jae
- 2020 : Nobody Knows (아무도 모른다) : Joo Dong-myeong
- 2020 : Do You Like Brahms (브람스를 좋아하세요?) : Seung Ji-min (caméo)
- 2022 : All of Us Are Dead (지금 우리 학교는) : Cheong-san
- 2022 : Juvenile Delinquency (소년비행) : Yoon-tak

Clip musical
- 2013 : Farther Away, interprétée par le groupe Brave Guys

## Distinctions

### Récompenses
- APAN Star Awards 2014 : meilleur jeune acteur dans Mama (마마)[5]
- MBC Drama Awards 2014 : meilleur jeune acteur dans Mama (마마)[6]
- SBS Drama Awards 2019 : meilleur jeune acteur dans Everything and Nothing (17세의 조건) et Doctor John (의사요한)

### Nominations
- MBC Drama Awards 2016 : meilleur jeune acteur dans Blow Breeze (불어라 미풍아)
- MBC Drama Awards 2017 : meilleur jeune acteur dans The King Loves (왕은 사랑한다)
- SBS Drama Awards 2018 : meilleur jeune acteur dans Everything and Nothing (17세의 조건)
- Wildflower Film Awards 2019 (en) : meilleur acteur débutant dans Mothers (당신의 부탁)[7]